# Президенти-Жуселину (Мараньян)

Президенти-Жуселину на карте штата.

Президенти-Жуселину (порт. Presidente Juscelino) — муниципалитет в Бразилии, входит в штат Мараньян. Составная часть мезорегиона Север штата Мараньян. Входит в экономико-статистический микрорегион Розариу. Население составляет 11 541 человек на 2010 год. Занимает площадь 354,696 км². Плотность населения — 32,54 чел./км².

## Демография
Согласно сведениям, собранным в ходе переписи 2010 г. Национальным институтом географии и статистики (IBGE), население муниципалитета составляет:
| Полное население                               | Полное население                               | Полное население                               | Полное население                               | 11 541 |
| ---------------------------------------------- | ---------------------------------------------- | ---------------------------------------------- | ---------------------------------------------- | ------ |
| в том числе:                                   | Городское население                            | 4120                                           | Процент городского населения, %                | 35,70  |
|                                                | Сельское население                             | 7421                                           | Процент сельского населения, %                 | 64,30  |
|                                                | Мужское население                              | 6004                                           | Процент мужского населения, %                  | 52,02  |
|                                                | Женское население                              | 5537                                           | Процент женского населения, %                  | 47,98  |
| Плотность населения, чел/км²                   | Плотность населения, чел/км²                   | Плотность населения, чел/км²                   | Плотность населения, чел/км²                   | 32,54  |
| Население муниципалитета в % к населению штата | Население муниципалитета в % к населению штата | Население муниципалитета в % к населению штата | Население муниципалитета в % к населению штата | 0,18   |

По данным оценки 2016 года, население муниципалитета составляет 12 398 жителей.

## История
Город основан 30 декабря 1964 года. 

## Статистика
- Валовой внутренний продукт на 2003 год составляет 10 312 890,00 реалов (данные: Бразильский институт географии и статистики).
- Валовой внутренний продукт на душу населения на 2003 год составляет 968,26 реалов (данные: Бразильский институт географии и статистики).
- Индекс развития человеческого потенциала на 2000 год составляет 0,506 (данные: Программа развития ООН).